# اشکستان
اشکستان یک روستا در ایران است که در استان اصفهان واقع شده‌است.